# Arthur Girault
Arthur Joseph Girault (Neuville-de-Poitou, 2 mei 1865 - Quimper, 31 juli 1931) was een Frans jurist en hoogleraar koloniaal recht aan de Universiteit van Poitiers.

## Biografie
Arthur Girault was de zoon van een grootgrondbezitter. Hij behaalde in 1885 zijn diploma in de rechten aan de rechtsfaculteit van de Universiteit van Poitiers. Van 1891 tot 1892 was hij docent internationaal publiekrecht aan dezelfde universiteit. Tussen 1894 tot aan zijn overlijden in 1931 doceerde hij politieke economie, aanvankelijk als docent en vanaf 1899 als hoogleraar. Daarnaast was hij van 1895 tot 1931 tevens docent en later hoogleraar koloniaal recht. Van 1910 tot 1911 doceerde hij ook plattelandsrecht en -economie. Zijn belangrijkste publicatie was zijn werk Principes de colonisation et de législation coniales. Hij overleed in 1931 vrij onverwacht aan de gevolgen van een embolie.

## Werken
- (fr)  Principes de colonisation et de législation coloniales, Parijs, Larose, 1895.
- (fr)  La réfection du cadastre, Parijs, Sirey, 1913.
- (fr)  La politique fiscale de la France après guerre, Parijs, Sirey, 1916.
- (fr)  Manuel de législation financière, Parijs, Sirey, drie volumes, 1924-1927.

- Bibliothèque nationale de France: cb130127513 (data)
- Gemeinsame Normdatei: 1055160868
- International Standard Name Identifier: 0000 0001 0989 7713
- Library of Congress Control Number: no95060178
- Base Léonore: LH//1150/37
- Nationale Bibliotheek van Israël: 987007284007105171
- Nederlandse Thesaurus van Auteursnamen: 070567980
- Siprojuris: 56325
- Système universitaire de documentation: 033806365
- Virtual International Authority File: 76448817
- WorldCat: E39PBJjxtm8P8Tm48J6cRtgR8C